# Sultan Günal-Gezer
Sultan Günal-Gezer (Antakya, 1 mei 1961) is een Nederlands voormalig politicus namens de PvdA.
Günal-Gezer werd op 8 november 2012 lid van de Tweede Kamer namens de PvdA. Ze betrad de Kamer nadat door het deelnemen van haar partij aan het tweede kabinet-Rutte, een aantal PvdA-Kamerleden was toegetreden tot de regering. Daarvoor was ze wethouder en raadslid in het Noord-Brabantse Uden.
Na het vertrek van collega's Désirée Bonis en Myrthe Hilkens in de zomer van 2013 zou Günal-Gezer met Mei Li Vos tot de fractieleden behoren die kritisch zouden zijn jegens het regeerakkoord van VVD en PvdA. In april 2013 was zij niet aanwezig bij de stemming over de motie van wantrouwen tegen staatssecretaris Fred Teeven vanwege het illegalenbeleid. Bij de Tweede Kamerverkiezingen van 2017 werd ze niet herkozen.
- Parlement.com: vj47bht9raqc